# 淺間發威
淺間發威，是日本純種競賽馬匹。生涯活躍於中距離賽事，曾勝出2021年聖烈特紀念。

## 出賽前
2018年4月1日出生於北海道日高町前野牧場，所有權歸於母系馬主星野壽市旗下。
其後交由美浦訓練中心練馬師手塚貴久訓練。

## 競賽生涯

### 2歲
2020年12月13日出戰中山競馬場2歲新馬戰，保持在前方位置推進下於直路被尊勇神及御地之驥超越以第三完賽。

### 3歲
2021年1月出戰3歲未勝利戰，本次比賽順利維持在先頭約莫第六左右的位置，在彎道處開始取位下於進入直路後瞬間加速，最終爆發速度成功拉開後方4馬位取勝。
其後選擇出戰水仙賞，比賽初段繼續採用先行戰術，然而在直路上未能順利突圍，被其他對手阻擋下以第四落敗。
3月21日出戰春季錦標，初段繼續保持在約莫第六的位置展開推進，在最後彎道處開始上前進佔第二。進入直路後，其一度憑借過彎時的走勢取得領先，但最終被伽利衛星追上以第二落敗。
於補交200萬日圓報名費後出戰皋月賞，然而在完全未能在比賽途中維持速度下以第十六大敗，夏季前往福島競馬場出戰日經電台賞亦僅跑獲第十二。
入秋後選擇出戰聖烈特紀念，本次比賽在其他有力馬均選擇先行戰術下自身維持在中團位置，在第四彎道處仍然處於第十一。然而進入直路後，其迅速在外檔位置展開加速，轟出後600米34.6秒的末腳速度後成功超越領先的So Valiant，贏得首個分級賽冠軍。
其後按照計劃出戰菊花賞，但於第一圈時經已墮後至最後方的位置，在直路上縱然奮力加速亦未能上前，最終跑獲第九。
年末選擇以有馬紀念作為目標，為其首次和年咗呢講馬匹對決，但在直路上毫無反應下一直維持最最後方，最終以第十六落敗。
賽後，陣營認為其在比賽中的反應有異，安排其進行詳細檢查後發現其有支氣管炎的症狀。

### 4歲
進行治療後在2022年1月復出出戰美國賽馬會盃，本次比賽採用留後戰術下在彎道處開始發力，進入直路後奮力加速衝刺，最終敗於鵠志王、繁榮起飛及皇庭譜曲取得第四。
其後繼續在中長途戰線中打拼，但在日經賞及目黑紀念中分別第八及第十一落敗。

### 5歲
長期休養過後在2023年7月復出出戰關越錦標，最終以第十六大敗。
其後仍然戰績仍然未有起色，四場賽事均未能跑入頭五之中。

### 6歲
2024年2月18日出戰小倉大賞典，但最終取得第十一。
其後轉戰一哩賽事亦未能有所突破，在東風錦標中以中團戰術起步但在直路失速以第十三大敗。
5月18日繼續出戰五月錦標，但最終再度以包尾第十六打敗。
夏季原定以七夕賞作為目標，但賽前被發現左前腳出現肌腱炎，最終避戰下更在其後退役。

### 詳細賽績
| 日期       | 舉辦國家 | 馬場 | 距離   | 級別 | 賽事名稱       | 負重 | 騎師     | 馬號 | 出馬 | 名次 | 時間   | 頭馬（二馬）   |
| ---------- | -------- | ---- | ------ | ---- | -------------- | ---- | -------- | ---- | ---- | ---- | ------ | -------------- |
| 13/12/2020 | 日本     | 中山 | 草1800 |      | 2歲新馬        | 55   | 嶋田純次 | 9    | 13   | 3    | 1:51.2 | 尊勇神         |
| 5/1/2021   | 日本     | 中山 | 草2000 |      | 3歲未勝利      | 56   | 嶋田純次 | 11   | 16   | 1    | 2:02.0 | （Cosmo Mine） |
| 27/2/2021  | 日本     | 中山 | 草2200 |      | 水仙賞         | 56   | 嶋田純次 | 5    | 11   | 4    | 2:17.1 | 蹄踏神速       |
| 21/3/2021  | 日本     | 中山 | 草1800 | GII  | 春季錦標       | 56   | 嶋田純次 | 6    | 15   | 2    | 1:52.0 | 伽利衛星       |
| 18/4/2021  | 日本     | 中山 | 草2000 | GI   | 皋月賞         | 57   | 嶋田純次 | 14   | 16   | 16   | 2:03.6 | 樂透心         |
| 4/7/2021   | 日本     | 福島 | 草1800 | GIII | 日經賞         | 56   | 嶋田純次 | 3    | 16   | 12   | 1:49.1 | 炫白星飛       |
| 20/9/2021  | 日本     | 中山 | 草2200 | GII  | 聖烈特紀念     | 56   | 田邊裕信 | 2    | 14   | 1    | 2:12.3 | （So Valiant） |
| 24/10/2021 | 日本     | 阪神 | 草3000 | GI   | 菊花賞         | 57   | 田邊裕信 | 2    | 18   | 9    | 3:06.0 | 領銜           |
| 26/12/2021 | 日本     | 中山 | 草2500 | GI   | 有馬紀念       | 55   | 田邊裕信 | 14   | 16   | 16   | 2:35.4 | 樂透心         |
| 23/1/2022  | 日本     | 中山 | 草2200 | GII  | 美國賽馬會盃   | 56   | 嶋田純次 | 2    | 14   | 4    | 2:13.0 | 鵠志王         |
| 26/3/2022  | 日本     | 中山 | 草2500 | GII  | 日經賞         | 56   | 横山武史 | 12   | 15   | 8    | 2:36.3 | 領銜           |
| 29/5/2022  | 日本     | 東京 | 草2500 | GII  | 目黑紀念       | 56   | 嶋田純次 | 14   | 18   | 11   | 2:32.7 | 皇庭譜曲       |
| 29/7/2023  | 日本     | 新潟 | 草1800 | OP   | 關越錦標       | 59   | 嶋田純次 | 5    | 18   | 16   | 1:45.9 | Storia         |
| 24/9/2023  | 日本     | 中山 | 草2200 | GII  | 產經賞         | 57   | 嶋田純次 | 3    | 15   | 14   | 2:14.0 | 利森名園       |
| 5/11/2023  | 日本     | 東京 | 草2500 | GII  | 阿根廷共和國盃 | 56   | 柴田善臣 | 18   | 18   | 18   | 2:31.4 | 輕風飛         |
| 18/11/2023 | 日本     | 京都 | 草2000 | L    | 仙女座錦標     | 55   | 嶋田純次 | 5    | 16   | 9    | 2:00.2 | 大怪奇         |
| 17/12/2023 | 日本     | 中山 | 草1800 | L    | 十二月錦標     | 59   | 嶋田純次 | 9    | 13   | 7    | 1:48.3 | 長跑長有       |
| 18/2/2024  | 日本     | 小倉 | 草1800 | GIII | 小倉大賞典     | 55   | 嶋田純次 | 4    | 15   | 11   | 1:46.1 | 神威大顯       |
| 10/3/2024  | 日本     | 中山 | 草1600 | L    | 東風錦標       | 59   | 嶋田純次 | 2    | 14   | 13   | 1:34.8 | Dio            |
| 18/5/2024  | 日本     | 東京 | 草1800 | OP   | 五月錦標       | 55   | 奧斯雅   | 7    | 16   | 16   | 1:47.1 | Presage Lift   |

## 退役後
退役後，淺間發威並未入種，而是在中山競馬場休養，在2025年作為儀仗馬服務。

## 血統簡介
父系比薩勝駒為日本賽駒，生涯戰績優秀，曾勝出皋月賞及有馬紀念，亦為首匹勝出杜拜世界盃的日本賽駒。祖父新宇宙爲日本賽駒，生涯戰績優秀，曾於2003年奪得皋月賞及日本打吡冠軍，退役後配種成績亦不俗。
母系High Touch Queen為日本賽駒，生涯僅勝出三場賽事，外祖父爲2000年高松宮紀念冠軍、被譽爲98黃金世代之一的帝皇光輝。

### 血統表
| 父線：週日寧靜系（Halo系）                           |                                  |                |                   |
| 種馬 比薩勝駒 2007年（深棗色）                       | 新宇宙 2000年（棗色）            | 週日寧靜       | Halo              |
| 種馬 比薩勝駒 2007年（深棗色）                       | 新宇宙 2000年（棗色）            | 週日寧靜       | Wishing Well      |
| 種馬 比薩勝駒 2007年（深棗色）                       | 新宇宙 2000年（棗色）            | Pointed Path   | 基斯              |
| 種馬 比薩勝駒 2007年（深棗色）                       | 新宇宙 2000年（棗色）            | Pointed Path   | Silken Way        |
| 種馬 比薩勝駒 2007年（深棗色）                       | Whitewater Affair 1993年（栗色） | Machiavellian  | 淘金者            |
| 種馬 比薩勝駒 2007年（深棗色）                       | Whitewater Affair 1993年（栗色） | Machiavellian  | Coup de Folie     |
| 種馬 比薩勝駒 2007年（深棗色）                       | Whitewater Affair 1993年（栗色） | Much too Risky | Bustino           |
| 種馬 比薩勝駒 2007年（深棗色）                       | Whitewater Affair 1993年（栗色） | Much too Risky | Short Rations     |
| 繁殖雌馬 High Touch Queen 2007年（栗色）             | 帝皇光輝 1995年（棗色）          | 勇舞           | 利法爾            |
| 繁殖雌馬 High Touch Queen 2007年（栗色）             | 帝皇光輝 1995年（棗色）          | 勇舞           | Navajo Princess   |
| 繁殖雌馬 High Touch Queen 2007年（栗色）             | 帝皇光輝 1995年（棗色）          | Goodbye Halo   | Halo              |
| 繁殖雌馬 High Touch Queen 2007年（栗色）             | 帝皇光輝 1995年（棗色）          | Goodbye Halo   | Pound Foolish     |
| 繁殖雌馬 High Touch Queen 2007年（栗色）             | Opera Lady 2001年（栗色）        | 歌劇院         | 鞍匠井            |
| 繁殖雌馬 High Touch Queen 2007年（栗色）             | Opera Lady 2001年（栗色）        | 歌劇院         | Pound Colorspin   |
| 繁殖雌馬 High Touch Queen 2007年（栗色）             | Opera Lady 2001年（栗色）        | Lady Stella    | Crafty Prospector |
| 繁殖雌馬 High Touch Queen 2007年（栗色）             | Opera Lady 2001年（栗色）        | Lady Stella    | Maggie J. Jones   |
| 雌系：號族：3-h                                      |                                  |                |                   |
| 五代內近親交配：Halo 4×5×4、淘金者 4×5、北地舞人 5×5 |                                  |                |                   |

## 命名由來
名字Asamano Itazura（アサマノイタズラ）出自馬主星野壽市公司所在地群馬縣高崎市流行的上毛歌留多中的一句：「淺間的惡作劇、鬼的製造」（浅間のいたずら、鬼の押し出し），亦是對位於群馬縣嬬戀村邊境的淺間山天明大喷发的比喻，香港則取其背後的意思，翻譯為「淺間發威」。

## 外部連結
- 淺間發威 netkeiba.com （页面存档备份，存于）
- 血統表 （页面存档备份，存于）